# 673
673(육백칠십삼)은 672보다 크고 674보다 작은 자연수다.

## 수학
- 122번째 소수(素數)다. 앞의 소수는 661, 다음 소수는 677이다.
  - 15번째 프로트 소수다. 앞의 프로트 소수는 641, 다음은 769다.

({\displaystyle 673=21\times 2^{5}+1})
- 피타고라스 삼조의 빗변의 길이이다. ({\displaystyle 385^{2}+552^{2}=673^{2}})[a]

## 과학
- NGC 673(영어판): 양자리 방향에 있는 중간나선은하.
- 글리제 673: 뱀주인자리 방향에 있는 오렌지색 왜성.
- 673 에다(영어판): 소행성.

## 군사
- U-673(영어판): 제2차 세계 대전에 사용된 나치 독일의 군용 잠수함.

## 문화유산
- 대한민국의 보물 제673호: 달성 현풍 석빙고

## 기타
- 연도: 673년, 기원전 673년